# ویتکس (سیستم عامل)
ویتکس یک سیستم عامل کامپیوتری است که از صفر برای اکس۸۶ توسط متیو ویتوورت و دیگران نوشته شده‌است. هدف این پروژه ترکیب فناوری اثبات شده سیستم (هسته ای شبیه به یونیکس)، در حالی است که «یک رابط ثابت و واضح و یک روش جدید برای پیمایش در دسکتاپ ارائه می‌دهد.» سیستم عامل بر روی یک هسته متن باز سفارشی که توسط ویتوورث نوشته شده‌است اجرا می‌شود. ویژگی‌های جدید عبارتند از IcFs، یک فایل سیستم پیکربندی پویا که جایگزین ioctl می‌شود.
هسته پیمانه‌ای Whitix تحت پروانه عمومی همگانی گنو، مجوز دارد و یک هسته چندکاره کاملاً پیشگیرانه چند رشته‌ای است. از تعدادی از فایل سیستم‌ها، از جمله خانواده فایل سیستم‌های جدول تخصیص فایل (با فایل سیستم ژورنالی) و ایزو ۹۶۶۰ پشتیبانی می‌کند. ویتیکس به عنوان یک سی دی لایو برای دانلود در دسترس است و می‌توان آن را روی هارد دیسک نصب کرد که با نسخه ۰٫۲ شروع می‌شود.
فضای کاربران شامل یک پوسته بومی، Burn و ویرایشگر متن، Fruity و طیف وسیعی از برنامه‌های کاربردی است. یک کیت توسعه نرم‌افزار مبتنی بر C و پروانه‌های بی‌اس‌دی با اتصالات برای زبان‌های مختلف موجود است. ویتکس حاوی یک کتابخانه سازگاری پازیکس است، اما انطباق کامل با POSIX را هدف ندارد. محیط پنجره Whitix Xynth است، یک محیط پنجره سبک‌وزن که توسط Alper Akcan توسعه یافته‌است.

## نرم افزار
نرم‌افزار فضای کاربر سفارشی‌سازی شده برای Whitix شامل طیف وسیعی از برنامه‌های شخص ثالث، Burn (یک پوسته غیر POSIX)، Fruity (یک ویرایشگر متن ساده) و چندین ابزار کاربردی فایل سیستمی است. نرم افزار پورت شده به Whitix شامل محیط اجرای مونو و کامپایلر سی شارپ، پایتون ، مجموعه کامپایلر گنو ، لوا ، mplayer و پورت های دیگر است. این سیستم عامل از اکتبر 2008، زمانی که با زنجیره ساخت گنو ساخته شد، میزبان خود بوده است. برای 0.3، یک پورت GTK و چندین برنامه لینوکس در نظر گرفته شده است.
Whitix همچنین یک رویکرد متمرکز برای پیکربندی کاربر سرزمین، مشابه رجیستری ویندوز اتخاذ می کند. اگرچه در حال حاضر به طور گسترده توسط نرم افزار Whitix استفاده نمی شود، اما شامل تنظیمات نرم افزار سیستم عامل است. همچنین به سیستم مدیریت بسته Whitix که در حال حاضر در حال توسعه است، متصل خواهد شد.

## برنامه نویسی در Whitix
Whitix از چندین زبان برنامه نویسی با استفاده از برنامه های کاربردی منتقل شده از سیستم عامل های دیگر پشتیبانی می کند. متداول ترین مجموعه ابزارهای کاربردی برای ساخت برنامه های Whitix و برنامه های سیستم عامل در زنجیره ابزار گنو یافت می شود که شامل مجموعه کامپایلر گنو (GCC) و سیستم ساخت گنو است . در میان سایر موارد، GCC کامپایلرهایی برای Ada ، C ، C++ و Fortran فراهم می کند. خود هسته Whitix برای ساخت با GCC طراحی شده است.
پورت‌هایی برای زبان‌هایی مانند Python ، Lua و سایر زبان‌های پویا به عنوان پورت در دسترس هستند. . زبان‌های NET نیز پشتیبانی می‌شوند، زیرا Mono به پلتفرم منتقل شده است. برنامه های کاربردی در پلت فرم برنامه ریزی شده Blaze با کد مدیریت شده ساخته خواهند شد.

## منتشر شده
شماره تیم توسعه "وقتی آماده شد" منتشر می شود. با این حال، هیچ نسخه ای از Whitix برای استفاده عمومی پایدار اعلام نشده است. آخرین نسخه 0.2b است که در 1 مارس 2009 منتشر شد. زمان انتشار هر نسخه بستگی به ثبات ویژگی هایی دارد که قرار است شامل شوند، اگرچه الگوی انتشار ماهانه نسخه های جزئی و بهبودها هدف توسعه دهندگان Whitix.org است.
| نسخه  | تاریخ انتشار   | امکانات اضافه شده                                                             |
| ----- | -------------- | ----------------------------------------------------------------------------- |
| 0.2b  | 1 مارس 2009    | افزایش پشتیبانی از FAT32، پورت های به روز شده، رفع اشکال.                     |
| 0.2a  | 25 ژانویه 2009 | رفع اشکال با Xynth و خرابی حافظه. پورت های به روز شده برای Mono و GCC         |
| 0.2   | 6 ژانویه 2009  | نصب هارد دیسک، پورت های Mono ، GCC و سایر ابزارها، اولین KeObject و IcFs.     |
| 0.1   | 28 آوریل 2008  | Xynth به Whitix منتقل شد. پشته شبکه محلی و رجیستری سیستم نیز گنجانده شده است. |
| 0.03a | 28 مارس 2008   | پورت پایتون به پلت فرم.                                                       |
| 0.03  | 25 مارس 2008   | اولین انتشار عمومی                                                            |

## یادداشت ها و مراجع
1. ↑  Whitworth, Matthew. "Whitix 0.2b released!". Whitix.org. Archived from the original on 24 May 2009. Retrieved 2009-03-01.
2. ↑  "Whitix.org - home of Whitix". Whitix.org. Archived from the original on 26 July 2021. Retrieved 2008-01-07.
3. ↑  Holwerda, Thom. "Whitix 0.2 released". osnews.com. Retrieved 2008-01-07.
4. ↑  Akcan, Alper. "Xynth.org". Retrieved 2009-01-07.
5. ↑  "Whitix.org - home of Whitix". Whitix.org. Archived from the original on 26 July 2021. Retrieved 2008-01-07.
6. ↑  Whitworth, Matthew. "Whitix 0.2 released". Whitix.org. Archived from the original on 12 February 2009. Retrieved 2009-01-07.
7. 1 2 3  "Download older releases". Whitix.org. Archived from the original on 18 April 2010. Retrieved 2009-01-07.

## لینک های خارجی
وبگاه رسمی